# チェルノッビオ
チェルノッビオ（伊: Cernobbio）は、イタリア共和国ロンバルディア州コモ県にある、人口約6,500人の基礎自治体（コムーネ）。

## 地理

### 位置・広がり
コモ県のコムーネ。県都コモから北北西へ3kmの距離にある。

#### 隣接コムーネ
隣接するコムーネは以下の通り。括弧内のCH-TIはスイス・ティチーノ州所属を示す。
- ブレーヴィオ
- Breggia (CH-TI)
- コーモ
- マズリアーニコ
- モルトラージオ
- Vacallo (CH-TI)

### 地震分類
イタリアの地震リスク階級 (it) では、4 に分類される
。

## 行政

### 山岳部共同体
広域行政組織である山岳部共同体「ラーリオ・インテルヴェーゼ山岳部共同体」 (it:Comunità montana del Lario Intelvese) （事務所所在地: チェントロ・ヴァッレ・インテルヴィ）を構成するコムーネの一つである。

### 分離集落
チェルノッビオには、以下の分離集落（フラツィオーネ）がある。
- Piazza Santo Stefano, Rovenna, Casnedo, Gentrino, Madrona, Mornello, Olzino, Stimianico, Toldino